# Örebropartiet
Örebropartiet (ÖP) är ett lokalparti verksamt i Örebro kommun och region. De har mandat i Örebro kommunfullmäktige och regionfullmäktige, och representeras där av bland annat partiledaren Markus Allard och Peter Springare. Bland partiets hjärtefrågor finns sänkta politikerlöner, skärpt migrationspolitik samt införande av avgiftsfri tandvård i Örebro län. Partiet har vid olika tillfällen beskrivits som både höger- och vänsterpopulistiskt.

## Historik
Örebropartiet grundades av Markus Allard våren 2014, när han nyligen uteslutits från Vänsterpartiet och Ung vänster under uppmärksammade former. De övriga medlemmarna vid denna tidpunkt hade i huvudsak också en bakgrund som medlemmar av Vänsterpartiet och Ung Vänster. Partiet ställde upp i Örebros kommun- och regionval strax därefter, utan att vinna några mandat. Valet 2018 resulterade däremot i två kommunfullmäktigeplatser. Platserna intogs av Markus Allard och Peter Springare, som blev uppmärksammad i riksmedia 2017 efter att ha skrivit ett Facebook-inlägg där han hävdade att människor med utländsk bakgrund är överrepresenterade som gärningsmän för grova brott. I valet 2022 tog partiet fem mandat i kommunen, och kom samtidigt in i regionfullmäktige med tre mandat.

## Verksamhet
Allard är kommunalråd för partiet, tillika ledamot i kommunstyrelsen. Sedan tillträdet har han lagt undan en del av sitt månatliga arvode i en insamling som ska användas till välgörande ändamål för Örebros invånare. I augusti 2019 meddelade partiet att pengarna bland annat skulle gå till ett stavgångsprojekt för pensionärer. I mars 2021 uppmärksammade Nerikes Allehanda att Örebropartiet till synes ännu inte spenderat alla hittills insamlade pengar. Allard uppgav till tidningen att partiet året innan använt 34 143 kronor till att köpa skyddsutrustning som donerats till personal inom äldreomsorgen, och att fler satsningar skulle offentliggöras längre fram. Våren 2022 gavs 30 000 kronor ur insamlingen till Vi finns för dig i Örebro, en förening som hjälper hemlösa. I augusti 2022 skänkte partiet 75 000 kr till speedwayklubben Indianernas ungdomsverksamhet. Strax därpå gick 100 000 kr ur kassan till Stadsmissionen i Örebro, och ytterligare 100 000 kr till KFUM Örebro för ett projekt där ungdomar ska få spela basket avgiftsfritt och i anslutning till det få något att äta.
Partiet uppmärksammar regelbundet kommunala frågor genom att på Facebook publicera klipp med Allards anföranden i fullmäktige. Många av dessa klipp har blivit virala och omdiskuterade i medier.

## Partifamiljen
I och med valet 2022 ställde andra lokalpartier tillhörande samma "partifamilj" upp i kommunval runtom i landet. Dessa partier har antingen inspirerats av Örebropartiet eller direkt utbildats av dess medlemmar. Bland dessa lokalpartier finns Tierpslistan och Arvikapartiet, som båda tog plats i kommunfullmäktige i Tierps respektive Arvika kommun.

## Valresultat
| År   | Röster | %    | Mandat  |
| ---- | ------ | ---- | ------- |
| 2014 | 846    | 0,45 | 0 av 71 |
| 2018 | 2 461  | 1,26 | 0 av 71 |
| 2022 | 8 593  | 4,46 | 3 av 71 |

| År   | Röster | %    | Mandat  |
| ---- | ------ | ---- | ------- |
| 2014 | 1 050  | 1,14 | 0 av 65 |
| 2018 | 2 982  | 3,01 | 2 av 65 |
| 2022 | 7 780  | 7,92 | 5 av 65 |